# 笑鷗

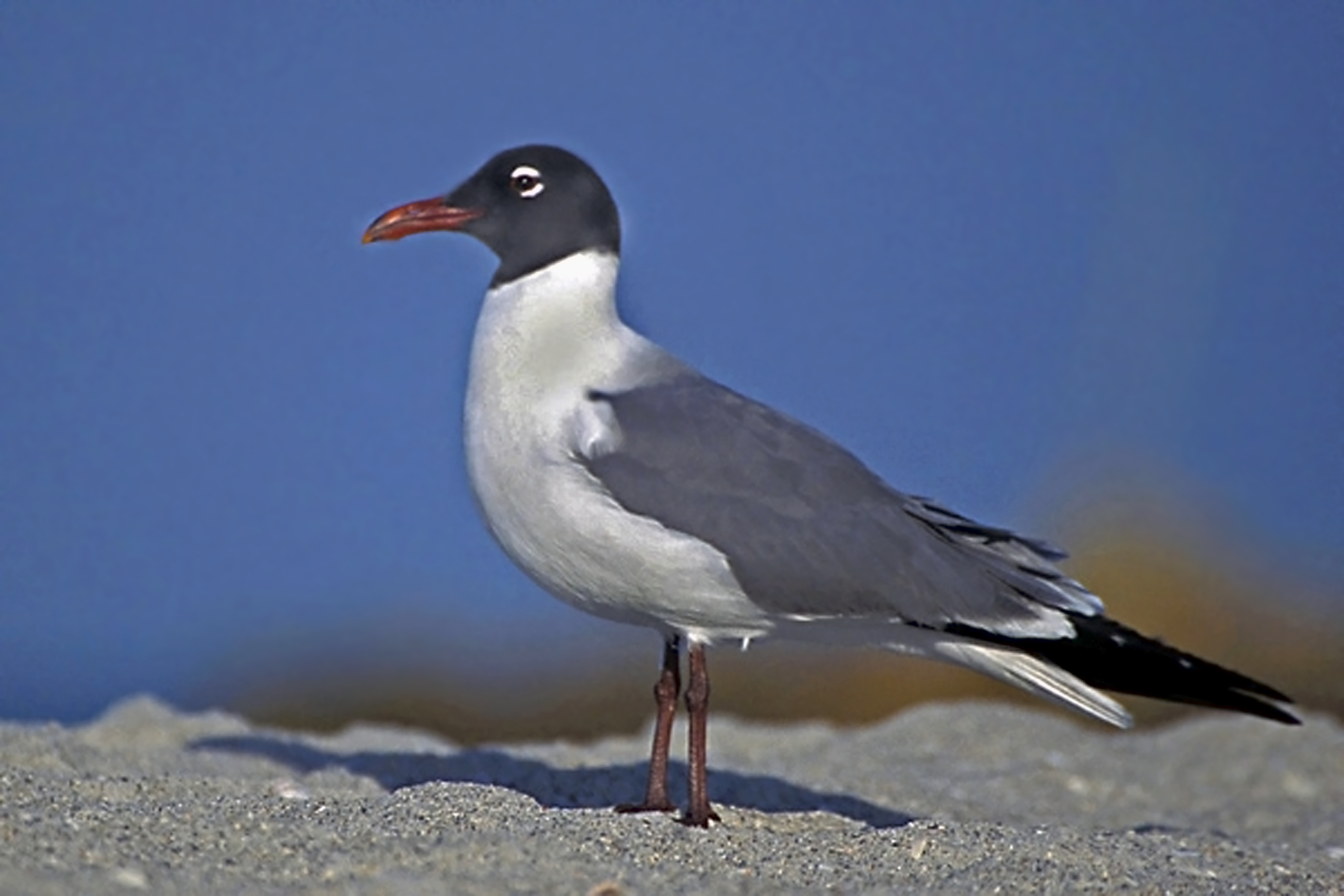
繁殖期的外觀，有黑頭紅嘴。

笑鷗 (學名：Leucophaeus atricilla)是在北美洲和南美洲的一種中型海鷗。

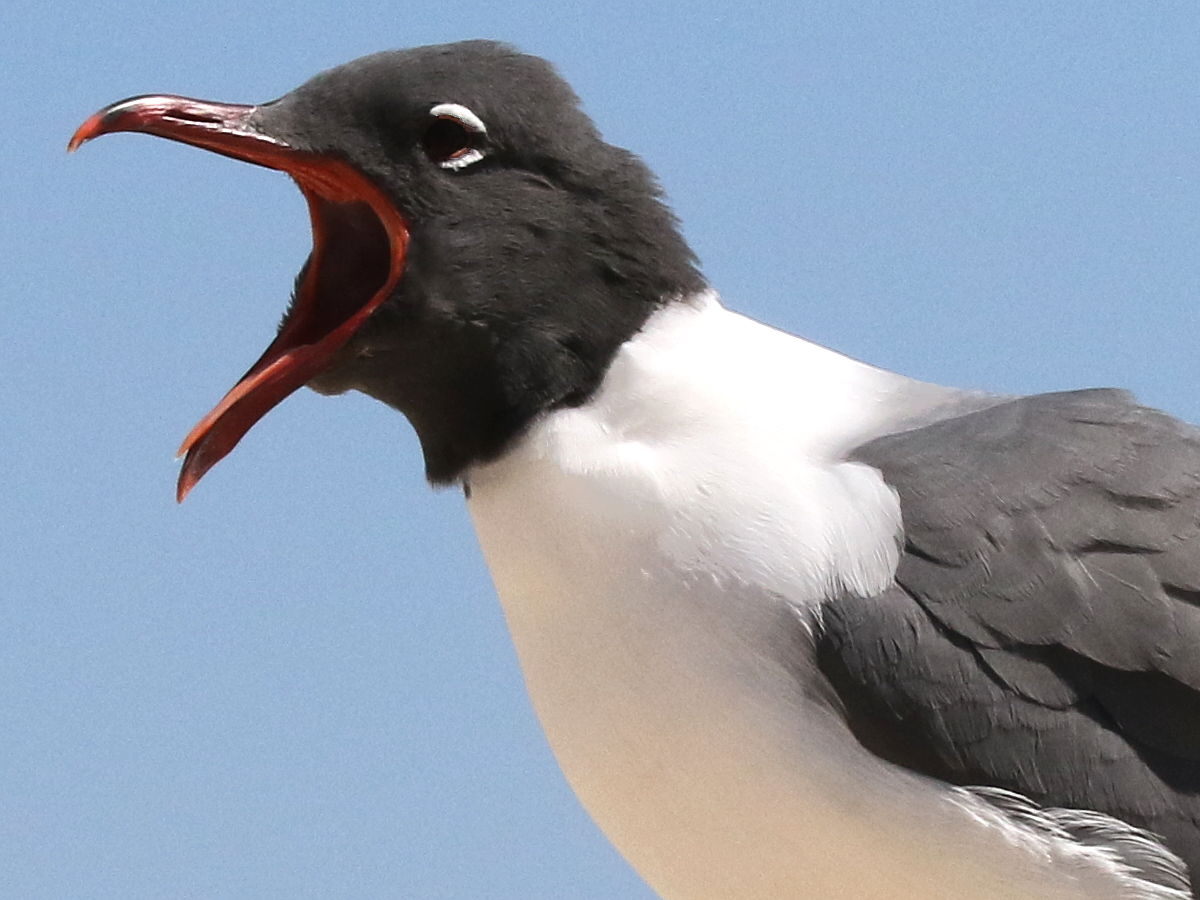
鳥叫如笑